# Aleksandr Stukalin
Aleksandr Stukalin (in russo Александр Стукалин?; 19 febbraio 1981) è uno schermidore russo, specializzato nel fioretto. Ha vinto una medaglia di bronzo ai Campionati mondiali di scherma.